# Мађарска на Зимским олимпијским играма 2014.
Мађарска је учествовала на Зимским олимпијским играма одржаним 2014. године у Сочију, Русија. На свечаном отварању носилац заставе је била Бернадет Хајдум, такмичарка у брзом клизању на кратким стазама. Мађарска је на ове игре послала 16 спортиста који су учествовали у пет спортских дисциплина.

## Учесници по спортовима
| Спорт                           | Мушкарци | Жене | Укупно |
| ------------------------------- | -------- | ---- | ------ |
| Алпско скијање                  | 1        | 2    | 3      |
| Биатлон                         | 1        | 0    | 1      |
| Скијашко трчање                 | 1        | 1    | 2      |
| Уметничко клизање               | 2        | 3    | 5      |
| Брзо клизање на кратким стазама | 3        | 5    | 8      |
| Укупно(5)                       | 7        | 11   | 16     |

## Алпско скијање
По подацима који су објављени 20. јануара 2014. Мађарска је имала 3 такмичара у квалификацијама. Едит Миклош је са освојеним седмим местом спусту за жене је поправила рекорд Мађарске и то је досад најбољи резултат у овој дисциплини на играма. Ана Берец је била једина такмичарка на играма, Тине Мазе и Макарене Симари Биркнер, да је завршила свих пет трка на којима је учествовала.

### Мушкарци
| Норберт Фаркаш | Слалом     | 55,68 (58.)  | није завршио | испао        | испао | испао | испао | испао |
| Норберт Фаркаш | Велеслалом | 1:29,77 (55) | 1:31,56 (50) | 3:01,33 (50) |       |       |       |       |

### Жене
| Такмичарке  | Дисциплина                        | 1. трка | 1. трка  | 2. трка | 2. трка  | Укупно  | Укупно   |
| Такмичарке  | Дисциплина                        | Време   | Позиција | Време   | Позиција | Време   | Позиција |
| ----------- | --------------------------------- | ------- | -------- | ------- | -------- | ------- | -------- |
| Ана Берец   | Суперкомбинација                  | 1:50.28 | 33       | 58.41   | 21       | 2:48.69 | 21       |
| Ана Берец   | Спуст                             | Н/Д     | Н/Д      | Н/Д     | Н/Д      | 1:50.97 | 35       |
| Ана Берец   | Велеслалом                        | 1:26.96 | 53       | 1:27.09 | 48       | 2:54.05 | 48       |
| Ана Берец   | Слалом                            | 1:03.28 | 44       | 1:01.64 | 38       | 2:04.92 | 35       |
| Ана Берец   | Супервелеслалом за жене (Super-G) | Н/Д     | Н/Д      | Н/Д     | Н/Д      | 1:33.07 | 28       |
| Едит Миклош | Суперкомбинација                  | 1:44.32 | 13       | 57.29   | 19       | 2:41.61 | 16       |
| Едит Миклош | Спуст                             | Н/Д     | Н/Д      | Н/Д     | Н/Д      | 1:42.28 | 7        |
| Едит Миклош | Велеслалом                        | 1:23.89 | 36       | 1:21.92 | 32       | 2:45.81 | 33       |
| Едит Миклош | Супервелеслалом за жене (Super-G) | Н/Д     | Н/Д      | Н/Д     | Н/Д      | 1:27.87 | 15       |

## Биатлон
| Такмичар     | Дисциплина          | Резултати | Резултати   | Резултати   |
| Такмичар     | Дисциплина          | Време     | Промашаји   | Плас,/учес. |
| ------------ | ------------------- | --------- | ----------- | ----------- |
| Карољ Гомбош | Спринт - мушки      | 28:04.3   | 1 (0+1)     | 79          |
| Карољ Гомбош | Појединачно - мушки | 1:05:16.7 | 8 (0+4+1+3) | 88          |
| Емеке Сеч    | Спринт - жене       | 24:15.4   | 2 (0+2)     | 70          |
| Емеке Сеч    | Појединачно - жене  | 18:28:00  | 6 (1+1+1+3) | 70          |

## Брзо клизање

### Мушкарци
| Такмичар   | Дисциплина              | резултат | резултат |
| Такмичар   | Дисциплина              | Време    | Позиција |
| ---------- | ----------------------- | -------- | -------- |
| Конрад Нађ | 1500 метара за мушкарце | 1:48.12  | 26       |

## Брзо клизање на кратким стазама

### Жене
| Такмичар                                                          | Дисциплина             | Квалификације | Квалификације | Четвртфинале          | Четвртфинале          | Полуфинале            | Полуфинале            | Финале                | Финале                |
| Такмичар                                                          | Дисциплина             | Време         | Позиција      | Време                 | Позиција              | Време                 | Позиција              | Време                 | Позиција              |
| ----------------------------------------------------------------- | ---------------------- | ------------- | ------------- | --------------------- | --------------------- | --------------------- | --------------------- | --------------------- | --------------------- |
| Бернадет Хајдум                                                   | 1000 метара            | PEN           | PEN           | Није се квалификовала | Није се квалификовала | Није се квалификовала | Није се квалификовала | Није се квалификовала | Није се квалификовала |
| Бернадет Хајдум                                                   | 1500 метара            | 2:21.826      | 2 Q           | Н/Д                   | Н/Д                   | 2:20.196              | 3 FB                  | 2:26.004              | 9                     |
| Андреа Кеслер                                                     | 500 метара             | 45.215        | 4             | Није се квалификовала | Није се квалификовала | Није се квалификовала | Није се квалификовала | Није се квалификовала | 28                    |
| Жофиа Коња                                                        | 1500 метара            | 2:55.523      | 5             | Н/Д                   | Н/Д                   | Није се квалификовала | Није се квалификовала | Није се квалификовала | 30                    |
| Рожа Дараж Бернадет Хајдум Андреа Кеслер Жофиа Коња Сандра Лајтош | штафета на 3000 метара | Н/Д           | Н/Д           | Н/Д                   | Н/Д                   | 4:15.473              | 4 FB                  | 4:24.496              | 6                     |

Квалификациони симболи: ADV – Квалификовала се због ометања другог скијаша; FA – квалификовала се за борбу за медаље; FB – Квалификовала се за позициону рунду

### Мушкарци
| Такмичар          | Дисциплина  | Квалификације | Квалификације | Четвртфинале         | Четвртфинале         | Полуфинале           | Полуфинале           | Финале               | Финале   | Позиција |
| Такмичар          | Дисциплина  | Време         | Позиција      | Време                | Позиција             | Време                | Позиција             | Време                | Позиција | Позиција |
| ----------------- | ----------- | ------------- | ------------- | -------------------- | -------------------- | -------------------- | -------------------- | -------------------- | -------- | -------- |
| Бенце Береш       | 1000 метара | 1:27.735      | 4             | Није се квалификовао | Није се квалификовао | Није се квалификовао | Није се квалификовао | Није се квалификовао | 26       |          |
| Бенце Береш       | 1500 метара | 2:20.327      | 6             | Н/Д                  | Н/Д                  | Није се квалификовао | Није се квалификовао | Није се квалификовао | 33       |          |
| Виктор Кнох       | 500 метара  | 42.261        | 2 Q           | 42.043               | 3                    | Није се квалификовао | Није се квалификовао | Није се квалификовао | 12       |          |
| Виктор Кнох       | 1000 метара | 1:25.426      | 2 Q           | 1:25.673             | 5                    | Није се квалификовао | Није се квалификовао | Није се квалификовао | 18       |          |
| Виктор Кнох       | 1500 метара | 2:47.714      | 6             | Н/Д                  | Н/Д                  | Није се квалификовао | Није се квалификовао | Није се квалификовао | 34       |          |
| Шандор Лиу Шаолин | 500 метара  | 41.683        | 3             | Није се квалификовао | Није се квалификовао | Није се квалификовао | Није се квалификовао | Није се квалификовао | 18       |          |
| Шандор Лиу Шаолин | 1000 метара | 1:35.935      | 3 ADV         | 1:24.966             | 4                    | Није се квалификовао | Није се квалификовао | Није се квалификовао | 16       |          |
| Шандор Лиу Шаолин | 1500 метара | 2:14.055      | 4             | Н/Д                  | Н/Д                  | Није се квалификовао | Није се квалификовао | Није се квалификовао | 20       |          |

## Скијашко трчање

### Скијашко трчање на дистанцу
| Такмичар    | Дисциплина              | Резултат | Резултат  | Резултат      |
| Такмичар    | Дисциплина              | Време    | Заостатак | Пласман/учес. |
| ----------- | ----------------------- | -------- | --------- | ------------- |
| Милан Сабо  | 15 км слободно за мушке | 47:01.3  | +8:31.6   | 78            |
| Агнеш Шимон | 15 км слободно за жене  | 38:36.7  | +10:18.9  | 69            |

### Скијашки спринт
| Такмичар    | Дисциплина      | Квалификације | Квалификације | Четвртфинале          | Четвртфинале          | Полуфинале            | Полуфинале            | Финале                | Финале                |
| Такмичар    | Дисциплина      | Време         | Позиција      | Време                 | Позиција              | Време                 | Позиција              | Време                 | Позиција              |
| ----------- | --------------- | ------------- | ------------- | --------------------- | --------------------- | --------------------- | --------------------- | --------------------- | --------------------- |
| Милан Сабо  | Спринт за мушке | 3:59.68       | 73            | Није се квалификовао  | Није се квалификовао  | Није се квалификовао  | Није се квалификовао  | Није се квалификовао  | Није се квалификовао  |
| Агнеш Шимон | Спринт за жене  | 3:04.72       | 66            | Није се квалификовала | Није се квалификовала | Није се квалификовала | Није се квалификовала | Није се квалификовала | Није се квалификовала |